# Charlotte Sahl-Madsen

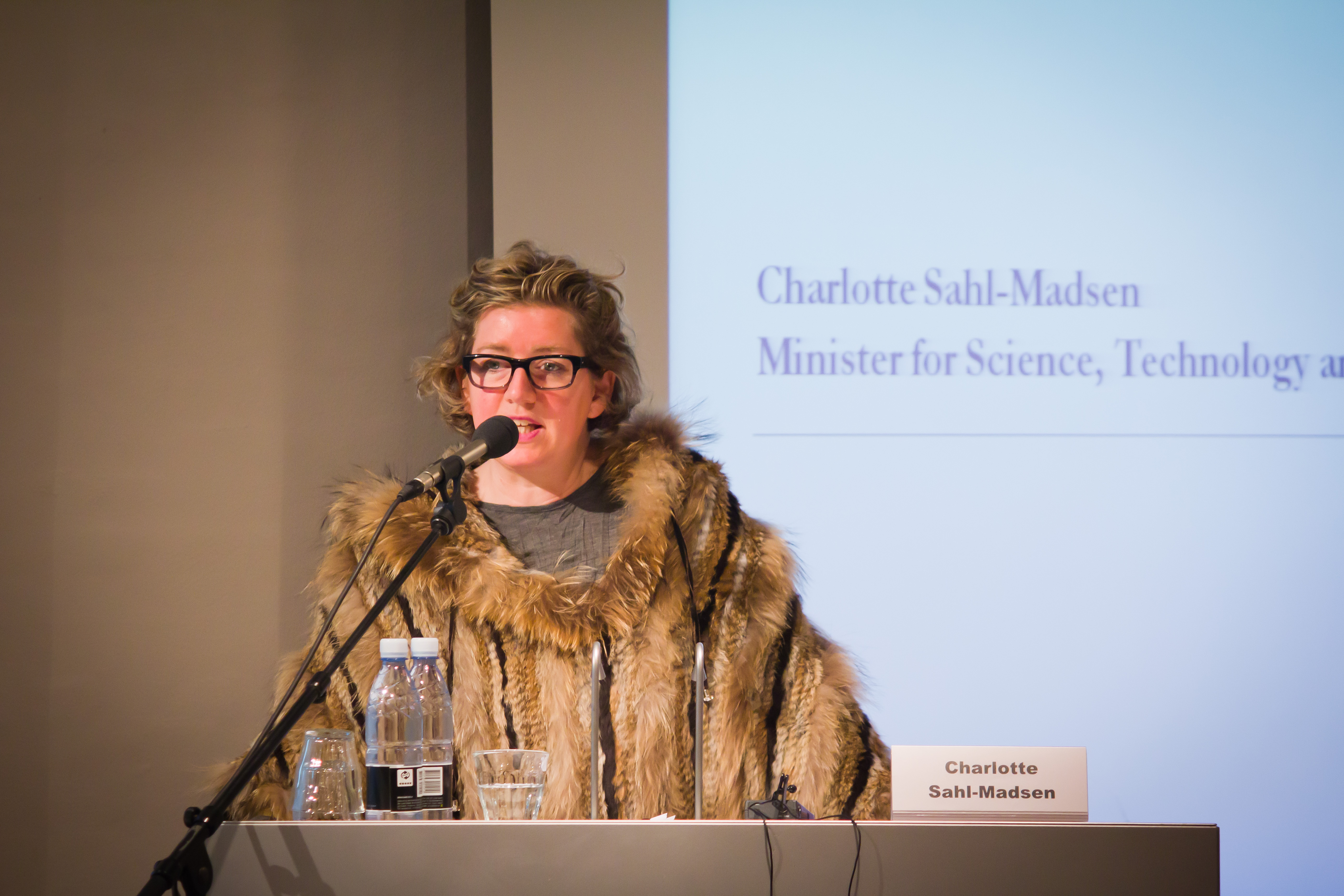
Charlotte Sahl-Madsen (2010)

Charlotte Sahl-Madsen (* 26. August 1964 in Holstebro) ist eine dänische Politikerin der Konservativen Volkspartei. Sie war vom 23. Februar 2010 bis 3. Oktober 2011 Ministerin für Wissenschaft, Technologie und Forschung.

## Leben
Nach dem Abitur 1983 am Gymnasium in Holstebro nahm Sahl-Madsen 1985 ein Jura-Studium an der Universität Aarhus auf, das sie jedoch abbrach. Sie war damit die erste Wissenschaftsministerin ohne Hochschulabschluss.
Sie leitete zehn Jahre lang das Glasmuseum in Ebeltoft. Von 2002 bis 2004 arbeitete sie als Direktorin bei Lego in Billund und war anschließend bis 2010 Direktorin des Freizeitparks Danfoss Universe auf Alsen. Sie lebt kinderlos und unverheiratet in Höruphaff.
Bei der Folketingswahl 2011 erlitten die Konservativen eine herbe Wahlniederlage und ihre Fraktion reduzierte sich von 18 auf acht Mandate. Sahl-Madsen, die im Wahlkreis Südjütland erstmals für ein Mandat im dänischen Parlament kandidierte, konnte sich nicht gegen Parteifreund Mike Legarth durchsetzen, der das einzige Mandat für die Konservativen im Süden Dänemarks errang.
Am 15. Mai 2012 wurde Charlotte Sahl-Madsen zur Vorstandsvorsitzenden des Medienkonzerns Syddanske Medier ernannt. Zudem ist sie seit dem 1. Dezember 2011 Direktorin der neu gegründeten Kunsthalle in Sonderburg.